# Дгнориса
Дгнориса (груз. დღნორისა) — село в Грузии, на территории Цхалтубского муниципалитета края (мхаре) Имеретия.

## География
Село находится в западной части Грузии, к востоку от реки Риони, на расстоянии приблизительно 22 километров (по прямой) к северо-востоку от города Цхалтубо, административного центра муниципалитета. Абсолютная высота — 810 метров над уровнем моря.

## Население
По результатам официальной переписи населения 2014 года, в Дгнорисе проживал 321 человек (154 мужчины и 167 женщин). В национальной структуре населения грузины составляли 100 %.
| Год  | Население, человек |
| ---- | ------------------ |
| 2002 | 570                |
| 2014 | ↘ 321              |